# Ramuntcho
Ramuntcho es una playa chilena ubicada en la ribera sur de la península de Hualpén, Provincia de Concepción, a 22 km de Talcahuano y 25 km de Concepción. Al igual que en el resto de playas de mar, de río y de lagos de Chile, es de acceso público, según lo estipulado en el artículo 13 del Decreto Ley N.º 1.939 de 1977. Además de las costas existen lugares de observación para la flora y fauna. 
Su extensión es pequeña y abrigada. Su acceso es a través de un camino de ripio en buen estado y los vehículos llegan hasta un cerro para luego acceder a pie.
Algunas empresas privadas han comenzado proyectos para construir un embarcadero en dicho lugar. Sin embargo, debido a falencias técnicas tales proyectos han sido hasta ahora rechazados.

## Trivilidades
- Se cree que en entre los años 1913 y 1919 se pensó en construir un subramal del Ramal El Arenal-Huachipato, que conectaria El Arenal y Ramuntcho (Pasando por Caleta Lenga), además, hay un puente automovilístico sobre el Río Lenga que originalmente, serviria de ferrocarril, y también se quería construir un túnel ferroviario entre Caleta Lenga y Ramuntcho